# دالبی ۱۴۲۲۳
سیارک ۱۴۲۲۳ (به انگلیسی: 14223 Dolby، نامگذاری:1999XW1) چهارده هزار و دویست و بیست و سومین سیارک است تا کنون کشف شده که در ۳ دسامبر ۱۹۹۹ کشف شد.
قدر مطلق سیارک برابر ۱۴٫۵۰ است.